# Macrolepiota
Macrolepiota Singer (czubajka) – rodzaj grzybów z rodziny pieczarkowatych (Agaricaceae).

## Charakterystyka
Naziemne grzyby saprotroficzne, występujące w lasach i na terenach trawiastych (pastwiska, nieużytki, polany). Są to duże lub bardzo grzyby kapeluszowe z centralnym trzonem. Początkowo ich kapelusz jest kulisty i zamknięty, później w miarę dojrzewania staje się wypukły do płaskiego, często z garbem. Zwykle osiąga średnicę 5–25 cm. Jego powierzchnia jest zwykle biaława, kremowa, szara, czerwona lub ciemnobrązowa. Podczas rozwoju owocnika skórka kapelusza pęka. Tworzą się wówczas charakterystyczne, często koncentrycznie ułożone, włókniste lub grudkowate łuski. Ich tło jest białawe do brązowawego. Środek kapelusza zwykle pozostaje gładki. Na n trzonie wskutek rozerwania się osłony grzyba pozostaje pierścień. Cechą taksonomiczna dla rodzaju Macrolepiota jest to, że jest on luźny i swobodnie można go przesuwać wzdłuż trzonu. Blaszki są wolne, gęste, o barwie od białej do kremowej. Trzon o wysokości do 35 cm grubości 0,7–3 cm, cylindryczny i mniej lub bardziej pogrubiony u podstawy, często bulwiasty. Jego powierzchnia jest gładka do włóknistej, a łuski tworzą na niej mniej lub bardziej zygzakowaty wzór. Miąższ kapelusza jest białawy i nie odbarwia się u większości gatunków, rzadko czerwieniejąc w korze trzonu i w całym owocniku lub przebarwia się w niektórych miejscach na szaro-zielony. Zapach jest nieznaczny lub przyjemnie grzybowy, smak łagodny. Wysyp zarodników o barwie od białej do różowej.
Zarodniki eliptyczne do jajowatych, o długości do 25 µm, grubościenne, gładkie, dekstrynoidalne. Mają pory rostkowe z hialinową czapeczką. Cheilocystydy cylindryczne, lub workowate do lekko maczugowatych, często o nieregularnym kształcie. Skórka typu trichoderma, strzępki ze sprzążkami
Wszystkie gatunki rodzaju Macrolepiota to grzyby jadalne, ale mają skłonność do kumulacji arsenu (stwierdzono średnio 1,6 ppm), więc nie należy spożywać zbyt dużej ilości tego samego gatunku z tej samej lokalizacji.

## Systematyka i nazewnictwo
Pozycja w klasyfikacji: Agaricaceae, Agaricales, Agaricomycetidae, Agaricomycetes, Agaricomycotina, Basidiomycota, Fungi (według Index Fungorum).
Polską nazwę podał Feliks Berdau w 1876 r. W polskim piśmiennictwie mykologicznym rodzaj ten opisywany był też jako bedłka lub stroszka.
Gatunki występujące w Polsce:
- Macrolepiota excoriata (Schaeff.) Wasser 1978 – czubajka białotrzonowa[5]
- Macrolepiota fuliginosa (Barla) Bon 1977[6]
- Macrolepiota mastoidea (Fr.) Singer 1951 – czubajka sutkowata, czubajka gwiaździsta[5][7]
- Macrolepiota olivascens Singer & M.M. Moser 1961[6]
- Macrolepiota permixta (Barla) Pacioni 1979[6]
- Macrolepiota procera (Scop.) Singer 1948 – czubajka kania[6]
- Macrolepiota venenata Bon 1979[6]

Nazwy naukowe na podstawie Index Fungorum. Wykaz gatunków według W. Wojewody i innych.